# 송희부인
송희부인 (松希夫人) 석씨(昔氏)는 1934년 경주 김씨의 한 종인(宗人)이라는 김경대(金景大)가 간행한 《신라삼성연원보》에 경순왕의 첫째 부인으로 나오는 인물로, 실존성도 없고 역사 문헌에도 등장하지 않는다. 슬하에 5남을 두었다고 한다.

## 개요
가계는 알 수 없으며, 월성 석씨로써 내해이사금의 21세손이라 한다. 경순왕이 18세 되던 해에 그녀와 혼인했다고 전해진다.
이러한 주장에 따르면 그녀는 경순왕과 900년(?)에 혼인하여 장남 김전(金佺)을 901년(?)에 출생하였으며, 또 경순왕이 그녀와 18세에 혼인을 하였다 하니, 경순왕은 881년(?)에 태어나 977년까지 살다가 96세에 붕어(崩御)하였다.
이러한 일제강점기인 1934년 경주 김씨 종인(宗人)이라는 김경대(金景大)가 간행한 《신라삼성연원보》를 날조된 위보로 단정하고, 이러한 위보를 근거로 제작된 일부 경주 김씨 족보에 대해 의문을 제기하는 학자도 있다.

## 가족
- 남편 : 경순왕(敬順王. 881년? ~ 977년) 
  - 장남 : 김전(金佺. 901년? ~ 935년?) - 자결
  - 차남 : 김요(金瑤. 903년? ~ ?) - 완산군(完山君), 골산 김씨(骨山 金氏)
  - 삼남 : 김곤(金琨. 905년? ~ 935년?) - 자결,  골산 김씨(骨山 金氏)
  - 사남 : 김영(金英. 907년? ~ ?) - 광주군(廣州君), 대구 김씨(大邱 金氏)
  - 오남 : 김분(金奮. 909년? ~? ) - 개골산 입산, 삼대군(三大君),  골산 김씨(骨山 金氏)